# Кадырбулатов, Рафик Валитович
Рафик Валитович Кадырбулатов (13 июня 1976 — 18 апреля 1995) — стрелок отряда специального назначения «Росич», рядовой, Герой Российской Федерации (посмертно).

## Биография
Родился в посёлке Пойменный Астраханской области. По национальности ногаец. В ноябре 1994 года был призван в ряды Вооружённых сил Российской Федерации. Служил в отряде специального назначения внутренних войск МВД «Росич».
18 апреля 1995 года группа бойцов отряда «Росич» попала в окружение на Лысой горе под Бамутом. Рядовой Кадырбулатов, прикрывая правый фланг обороны, сдерживал натиск превосходящих сил противника. Уничтожил в бою 12 боевиков. Получив тяжёлое ранение, продолжал вести бой. При попытке взятия в плен, подорвал гранатой себя и трёх боевиков.
Похоронен на родине — в посёлке Пойменный.
Указом Президента Российской Федерации № 1065 от 20 июля 1996 года Кадырбулатову Рафику Валитовичу присвоено звание Героя Российской Федерации (посмертно).

## Память
Приказом министра внутренних дел России от 22 августа 1997 года навечно зачислен в списки отряда специального назначения «Росич».
Именем Кадырбулатова названа Пойменская средняя школа.
В Ногайском районе открыт бюст в аллее славы посвященный Кадырбулатову Рафику